# Labarthe-Inard
Labarthe-Inard (em occitano:  Era Barta d'Inard) é uma comuna francesa na região administrativa da Occitânia, no departamento do Alto Garona. Estende-se por uma área de 9.97 km², com 864 habitantes, segundo o censo de 2018, com uma densidade de 87 hab/km².